# Милхаус ван Хаутен
Милхаус Мусолини ван Хаутен (енгл. Milhouse Mussolini Van Houten) је измишљени лик из анимиране ТВ серије Симпсонови. Глас му је позајмила Памела Хејден. Најбољи је друг Барта Симпсона.